# Attalea cuatrecasana
Attalea cuatrecasana là loài thực vật có hoa thuộc họ Arecaceae. Loài này được (Dugand) A.J.Hend., Galeano & R.Bernal mô tả khoa học đầu tiên năm 1995.